# Karl Kořistka

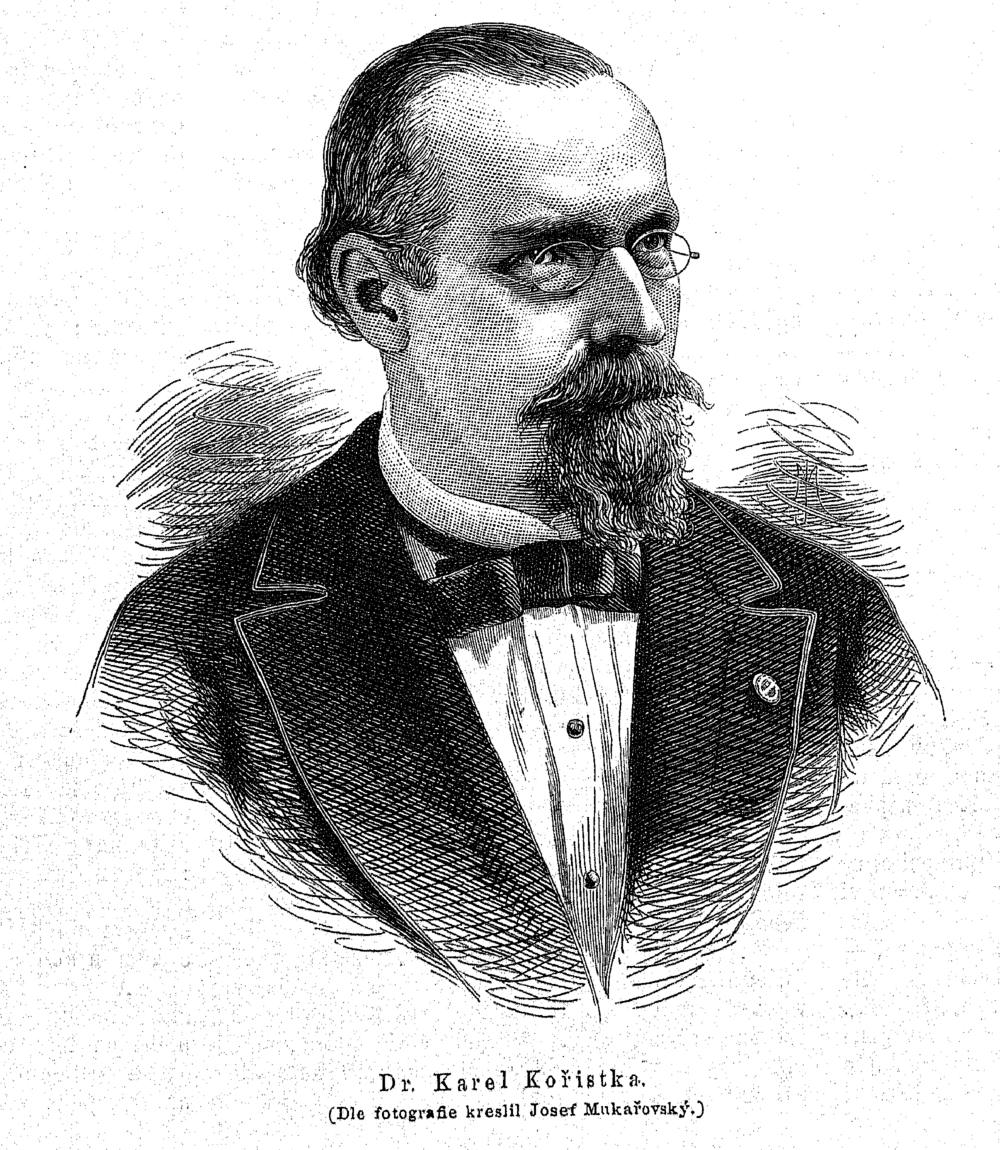
Karl Kořistka (1879)

Karl Kořistka (auch Carl Kořistka, tschechisch Karel František Edvard Kořistka; * 7. Februar 1825 in Brüsau/Březová nad Svitavou; † 18. Januar 1906 in Prag) war ein österreichischer Geograph und Mathematiker, der in Böhmen wesentliche Grundlagenarbeiten für die topografische Aufnahme des Landes schuf. Er gilt als moderner Pionier der Landvermessung, Kartographie und Geographie von Böhmen und Mähren mit hoher Bedeutung für die gesamte Donaumonarchie.

## Leben

### Ausbildung
Sein Schulbesuch ist ab 1835 am Gymnasium in Iglau und Brünn nachgewiesen. Das nachfolgende Studium (1841–1843) erfolgte an der Universität Wien in den Fächern Physik, Mathematik und Astronomie. Ab 1843 studierte Karl Kořistka an der Bergakademie von Schemnitz Montanwissenschaften. Ab März 1848 war er bei Christian Doppler als Assistent tätig.

### Wirken in Brünn
Zum Ende des Jahres 1849 trat er die Stelle als Professor für praktische Geometrie (Geodäsie) am Polytechnikum in Brünn an, wo er fast 25 Jahre tätig war. In diesem Zusammenhang beteiligte er sich auch mit Vorträgen und Erkundungen innerhalb der Naturwissenschaftlichen Abteilung der k.k. mährisch-schlesischen Gesellschaft zur Beförderung des Ackerbaues, der Natur- und Landeskunde und war Gründungsmitglied des Geologischen Vereins.

### Wirken in Prag
Ab 1. September 1851 hatte Karl Kořistka die Professur für elementare Mathematik und praktische Geometrie am Polytechnikum in Prag inne. Auf sein Bestreben hin begannen 1864 in diese Bildungseinrichtung umfassende Reformen. Das führte auch dazu, dass er zum ersten Rektor am Polytechnikum bestellt wurde.
Für die Entwicklung der naturwissenschaftlichen Forschungen auf dem Gebiet des Königreichs Böhmen nahm er eine wichtige Stellung ein. Im Comité für die naturwissenschaftliche Landesdurchforschung von Böhmen hatte Karl Kořistka mehrere Funktionen inne, die ihm einen hohen Gestaltungsspielraum ermöglichten. Um 1890 wirkte er als Stellvertreter in der Durchforschungs-Commission, die von Prinz Karl Schwarzenberg geleitet wurde. Zusätzlich übte er die Funktion des Geschäftsleiters vom Comité für die naturwissenschaftliche Landesdurchforschung von Böhmen und leitete zusammen mit Jan Krejčí und später mit Antonín Frič die Redaktion deren Publikationsreihe Archiv der naturwissenschaftlichen Landesdurchforschung von Böhmen.
Die kartographischen und naturwissenschaftlichen Arbeiten auf dem Gebiet Böhmens wurden 1864 (Beschluss vom 10. April 1864 des Comités für die naturwissenschaftliche Landesdurchforschung von Böhmen) unter der Leitung von Karl Kořistka begonnen und bis 1878 fortgeführt. Sie beinhalteten folgende Teilbereiche:

Sektionsgliederung

- Ermittlung der Höhen und Terrainverhältnisse
- geologische Erkundungsarbeiten
- Erforschung der botanischen Verhältnisse
- Erforschung der zoologischen Verhältnisse
- Erhebung meteorologischer Daten
- Erforschung bodenkundlicher Verhältnisse
- Zusammenfassung dieser komplexen Ergebnisse.

Ursprünglich legte man für die Abarbeitung in den Sektionen einen chronologischen Ablauf fest. Von dieser Vorgabe musste 1866 abgewichen werden, weil die beteiligten Geologen und Zoologen die Untersuchungen nach anderen Aspekten in die Nachbarbereiche der Kartenblätter fortsetzten. Das führte dazu, dass die kompletten Arbeiten nur in den Sektionen I, II, III, V und VI sowie fast komplett IV erledigt werden konnten. Die abgebildete Übersicht gibt die Aufteilung der Blätter im Maßstab 1: 200.000 wieder. Es sind in farbiger Ausführung die Sektionen II, III und VI zum Druck gekommen. Weiterhin war die Sektion V zeichnerisch vollendet und liegt nur als Manuskriptkarte vor.

Zeichnung von Karl Kořistka

Bei den sehr umfänglichen Geländearbeiten waren weitere Personen beteiligt, im Einzelnen waren das: Ingenieur Carl Freiherr von Callot (1864–1866), Assistent Josef Kristen (1864–1866), Assistent Gabriel Hendrich (1868–1872), Franz Müller (1868), Gabriel Blažek (1871–1876), Assistent Emanuel Czuber (1873) sowie Assistent Josef Kohut (1876–1877).
Diese umfangreiche topographische Arbeit unter Leitung von Karl Kořistka wirkte sich maßgeblich auf die Anlage eines neuen Kartensystems in der Österreichisch-Ungarischen Monarchie aus. Im Jahr 1872 entschloss sich das Reichs-Kriegsministerium zu einer kompletten kartografischen Neuaufnahme auf der maßstäblichen Grundlage von 1:25.000, die aber in 1:75.000 herausgegeben wurde. Die Arbeiten zu diesem monumentalen Werk begann man in den Alpengebieten.

Zwischen 1877 und 1880 arbeiteten bis zu 48 Mappeure jährlich an diesem Kartensystem, um Böhmen komplett zu vermessen. Dabei konnte auf die vielfältigen Höhenmessungen Kořistkas zurückgegriffen werden. Für die k.k. geologische Reichsanstalt übernahm er geodätische Messungen in den Ostalpen.
Nach einem sehr ergebnisreichen Leben trat Karl Kořistka 1893 in den Ruhestand. Nebenbei ist erwähnenswert, dass viele zeichnerische Illustrationen seiner geographischen Publikationen von ihm stammen.

### Mitgliedschaften, Würdigungen, Nachlass
Karl Kořistka war Mitglied in der Königlichen Naturwissenschaftlichen Gesellschaft, Böhmischen Akademie und der Kaiserlichen Akademie der Wissenschaften zu Wien und weiterer relevanter Gesellschaften Österreichs. Im Jahr 1879 erhob man ihn in den Adelsstand.
Für die Staatliche technische Bibliothek der Tschechischen technischen Hochschule Brünn (heute: Mährische Landesbibliothek – Moravská zemská knihovna-Technická knihovna) kaufte ihr erster Bibliothekar Prof. Franz Karl Studnicka unter anderem die Privatbibliothek von Karl Kořistka auf.

## Schriften
- Die Markgrafschaft Mähren und das Herzogtum Schlesien in ihren geographischen Verhältnissen. Hölzel, Wien, Olmütz 1860  (Digitalisat).
- Der höhere polytechnische Unterricht in Deutschland, in der Schweiz, in Frankreich, Belgien und England. Besser, Gotha 1863.
- Hypsometrie von Mähren und Österreichisch Schlesien. Brünn 1863.
- Die Hohe Tátra in den Zentralkarpathen. Gotha 1864.
- mit Sterneck, R. von Daublebsky: Verzeichniss der in den Jahren 1877-79 vom mil.-geogr. Institut trigonometrisch bestimmten Höhen von Böhmen. III. B. Prag 1884.
- Die Großherzoglich Technische Hochschule Karlsruhe. Festschrift zur Einweihung der Neubauten im Mai 1899. Stuttgart 1899.
- Das östliche Böhmen, enthaltend das Adler-, das Grulicher- und das Eisengebirge sowie das ostböhmische Tiefland, orographisch und hydrographisch geschildert. Řivnáč, Prag 1903-
- Höhenschichtenkarte von Böhmen im Maasstabe 1:200000. Section II. I. B.
- Höhenschichtenkarte von Böhmen im Maasstabe 1:200000. Section III. II. B.
- Höhenschichtenkarte von Böhmen im Maasstabe 1:200000. Section VI. VIII. B.
- Höhenschichtenkarte des Riesengebirges im Maasstabe 1:100000. II. B. 1. Th.
- Professor Gustav Schmidt. Eine biographische Skizze im Auftrag des Professoren-Collegiums der k.k. deutschen technischen Hochschule in Prag. Prag 1886. (Titelblatt)